# 許錟輝
許錟輝（1934年7月20日—2018年6月1日），當代文字學家，祖籍廣東省梅縣，國立臺灣師範大學國文研究所文學博士，曾任小學教師、中學國文老師、大學教授、中國文字學會理事長、中國訓詁學會理事長、中國經學會常務理事、《國文天地》雜誌社社長及總編輯、萬卷樓圖書公司發行人，曾任教育部國語推行委員會標準國字、異體字典、成語典編纂員。於國立臺灣師範大學國文學系退休後，曾任東吳大學中國文學系客座教授、國立臺灣師範大學國文學系兼任教授。
許錟輝於1948年隨父母從上海來到台灣屏東。1949年於屏東縣立內埔中學初中畢業、保送臺灣省立臺南師範學校（國立臺南大學前身），1953年畢業後即分發到國小教學。1956年保送國立臺灣師範大學國文學系就讀，1960年畢業、分發到屏東中學服務。1961年考取國立臺灣師範大學國文研究所，先後在碩士班、博士班進修。1969年，以學術論文《先秦典籍引尚書考》通過中華民國教育部口試，取得國家文學博士學位。
許錟輝師承魯實先，學習甲骨文、金文、《說文解字》，對於形義考釋、訓詁條例、六書體例及補述等等均有所長，相關論著超過百篇，對於臺灣文字學界影響甚鉅。其著作《文字學簡編》與林尹《文字學槩說》、許進雄《簡明中國文字學》為台灣各大學中文系文字學課程的主要教材。

## 主要著作
- 《先秦典籍引尚書考》（台北：嘉新水泥公司文化基金會，1970年10月）
- 《文字學簡編－基礎篇》（台北：萬卷樓圖書公司，1999年3月初版，ISBN 957-739-193-1）
- 《尚書著述考》（台北：國立編譯館，2003年，ISBN 957-01-4930-2）

## 參看條目
- 國立台灣師範大學文學院

## 外部連結
- 精研文字學的學人 （页面存档备份，存于）（國立臺南大學）